# 対馬祥太郎
対馬 祥太郎（つしま しょうたろう、1985年（昭和60年）1月28日 - ）は、日本のドラマー、YouTuber。NICO Touches the Wallsのドラマー。千葉県出身。血液型はB型。

## 来歴
- 2004年（平成16年）7月 NICO Touches the Wallsにメンバーとして加入。
- 2019年（令和元年）11月15日、バンドの公式サイトにて NICO Touches the Wallsを「終了」する旨を発表。
- 2021年（令和3年） 2月10日、仲本直人と一緒にYouTubeチャンネル「直祥のまぁ座っていきなさいよ」を開設。

## 人物
- NICO Touches the Wallsのドラムス、コーラス担当。愛称は｢ティム｣。
- メンバー古村とは小学3年生のとき、函館から引っ越してきた、同級生である。
- ドラムを始めたのは小学生のときにブラスバンド部に所属していた、そしてパーカッションを担当していた。中学生のときにドラムを習っていた、そして、中学2年のときに友達に誘われて、バンドを始めた[1]。
- 高校時代は軽音楽部に所属。部活の部長を務めた。
- 焼肉屋で好きな一品はカルビだったが、高校生のとき友達と焼肉屋に行ってからは、ハラミが好きになった[2]。
- 一部の楽曲の作詞をしている。アルバム『Shout to the Walls!』の収録曲「紅い爪」を作詞をしている。他には｢ニワカ雨ニモ負ケズ」「太陽が笑ってら｣など。
- 武道館公演限定発売のバンドブック「僕らとNICO」にて、グレッチ製のドラムを購入した。